# Karl Englund

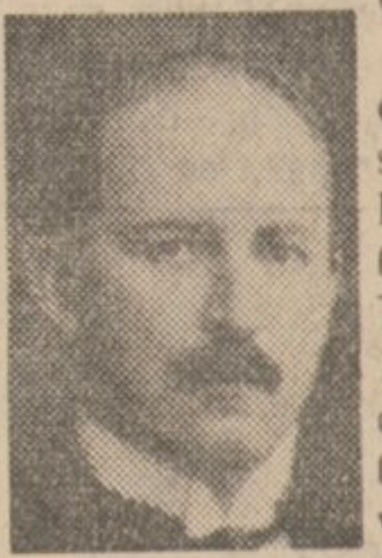
Karl Englund (1878–1960).

Karl Fridolf Englund, född 9 september 1878 i Stockholm, död där 30 november 1960, var en svensk försäkringsman.
Karl Englund var son till konditorn Oscar Englund. Efter mogenhetsexamen i Stockholm 1896 blev han filosofie licentiat vid Uppsala universitet 1902. Englund var 1895–1903 anställd vid Lifförsäkrings AB Thule och 1903–1908 avdelningschef och från 1908 aktuarie vid Livförsäkringsbolaget Balder. 1909 blev han assistent vid Försäkringsinspektionen och var 1911–1914 förste aktuarie där samt 1915–1936 verkställande direktör för Allmänna pensionsförsäkringsbolaget. 1910–1912 biträdde Englund ålderdomsförsäkringskommittén som försäkringsteknisk sakkunnig, och 1919 kallades han till ordförande i sakkunniga för ordnande av med statens egnahemslånerörelse förbundna livförsäkringar. Han utgav ett flertal skrifter rörande försäkringsväsendet, bland annat Lagstiftning om tillsyn över försäkringsväsendet (1921) samt skrifter om Johann Sebastian Bach som Bach-studiet (1–4, 1928–1935).